# طلال جمعة الشروقي
طلال جمعة الشروقي (ولد في 1 مايو 1996 في المحرق، البحرين) لاعب كرة قدم بحريني يجيد اللعب في مركز الظهير الأيسر وبدرجة أقل الوسط الأيسر. يلعب حاليا لصالح الحد الذي ينافس في الدوري البحريني الممتاز منذ 2014.